# ميخائيل د. ويست
ميخائيل د. ويست (بالإنجليزية: Michael D. West)‏ هو أحيائي أمريكي، ولد في 1953 في الولايات المتحدة.